# Burkesuchus
Burkesuchus (que significa "Crocodilo de Coleman Burke") é um gênero extinto de crocodilo basal do período Jurássico do Chile. O gênero foi nomeado e descrito em 2021 com base no holótipo e espécimes adicionais.

## Alimentação
Ele caçava insetos e outros animais menores, como pequenos dinossauros. O seu sistema digestivo não aguentava grandes pesos de alimento.

## Estilo de Vida
O Burkesuchus ainda não era aquático, ele era terrestre. O crocodilo viveu junto de dinossauros primitivos do Jurássico. Ele também pode ter vivido em outros lugares da América do Sul, como o Brasil.

## Evolução
Antes se achava que os crocodilos apareceram em meados do período Cretáceo, mais demorou mais de 100 milhões de anos para os crocodilos evoluírem e ficarem com características modernas.